# Eberhard Kreutzer
Eberhard Kreutzer (* 9. September 1937 in Fürth) ist ein deutscher Anglist.

## Leben
Er studierte Anglistik, Germanistik und Sprachwissenschaft in Köln und Bonn und war seit 1966 Assistent, seit 1972 Akademischer Oberrat am Englischen Seminar der Universität Bonn. Nach der Promotion 1968 und der Habilitation 1981 war er Professor für Englische Philologie an der Universität Bonn.
Seine Lehr- und Forschungsschwerpunkte sind die englischsprachigen Literaturen seit Mitte des 19. Jahrhunderts.
Kreutzer ist mit der Übersetzerin und Autorin Anke Kreutzer verheiratet (mit der er auch zusammen einige Bücher übersetzte) und Vater von zwei Kindern. Er lebt in Potsdam.

## Schriften (Auswahl)
- Sprache und Spiel im Ulysses von James Joyce. Bonn 1969.
- mit Wolfgang Karrer: Daten der englischen und amerikanischen Literatur. Von 1890 bis zur Gegenwart. München 1983, ISBN 3-423-03107-7.
- Lewis Carroll: „Alice in Wonderland“ und „Through the looking-glass“. München 1984, ISBN 3-7705-2172-2.
- New York in der zeitgenössischen amerikanischen Erzählliteratur. Heidelberg 1985, ISBN 3-533-03675-8.